# Leptoxis
Leptoxis là một chi ốc nước ngọt có nắp, sống dưới nước trong họ Pleuroceridae.
Các loài trong chi này thường sinh sống ở những vùng nước ghềnh đá chảy xiết của các con sông cỡ trung không bị ô nhiễm và không có đập ngăn ở miền Nam và phía Nam Trung Tây nước Mỹ. Riêng các loài thuộc phân chi Mudalia thường sống ở các con sông và lạch thuộc lưu vực Đại Tây Dương.

## Các loài
Các loài trong chi Leptoxis bao gồm:
- Leptoxis ampla (Anthony, 1855)
- Leptoxis arkansensis (Hinkley, 1915)
- Leptoxis carinata (Bruguière, 1792)
- †Leptoxis clipeata (Smith, 1922)
- Leptoxis coosaensis (I. Lea, 1861)
- Leptoxis compacta (J. G. Anthony, 1854)
- Leptoxis dilatata (Conrad, 1835)
- Leptoxis foremanii (I. Lea, 1843)
- †Leptoxis formosa (I. Lea, 1860)
- †Leptoxis ligata (Anthony, 1860)
- †Leptoxis lirata (Smith, 1922)
- Leptoxis mimica (Goodrich, 1922)
- Leptoxis minor (Hinkley, 1912)
- Leptoxis nickliniana (I. Lea, 1841)
- †Leptoxis occultata (Smith, 1922)
- Leptoxis picta (Conrad, 1834)
- Leptoxis plicata (Hinkley, 1915)
- Leptoxis praerosa (Say, 1821)
- †Leptoxis showalterii (I. Lea, 1860)
- Leptoxis subglobosa (Say, 1825)
- †Leptoxis torrefacta (Goodrich, 1922)
- Leptoxis trilineata (Say, 1829)
- Leptoxis umbilicata (Wetherby, 1876)
- Leptoxis virgata (I. Lea, 1841)
- Leptoxis vittata (I. Lea, 1860)

(Những loài đã tuyệt chủng được đánh dấu bằng ký hiệu †)
Các loài đồng nghĩa
- Leptoxis anthonyix syn. Athearnia anthonyi
- †Leptoxis crassa syn. †Athearnia crassa
- †Leptoxis pisum syn. †Athearnia crassa
- Leptoxis rapaeformis syn. Leptoxis dilatata
- Leptoxis melanoides syn. Elimia melanoides